# Gadila regularis
Gadila regularis är en blötdjursart som först beskrevs av Henderson 1920.  Gadila regularis ingår i släktet Gadila och familjen Gadilidae. Inga underarter finns listade i Catalogue of Life.